# Abadía de Nuestra Señora de Scourmont

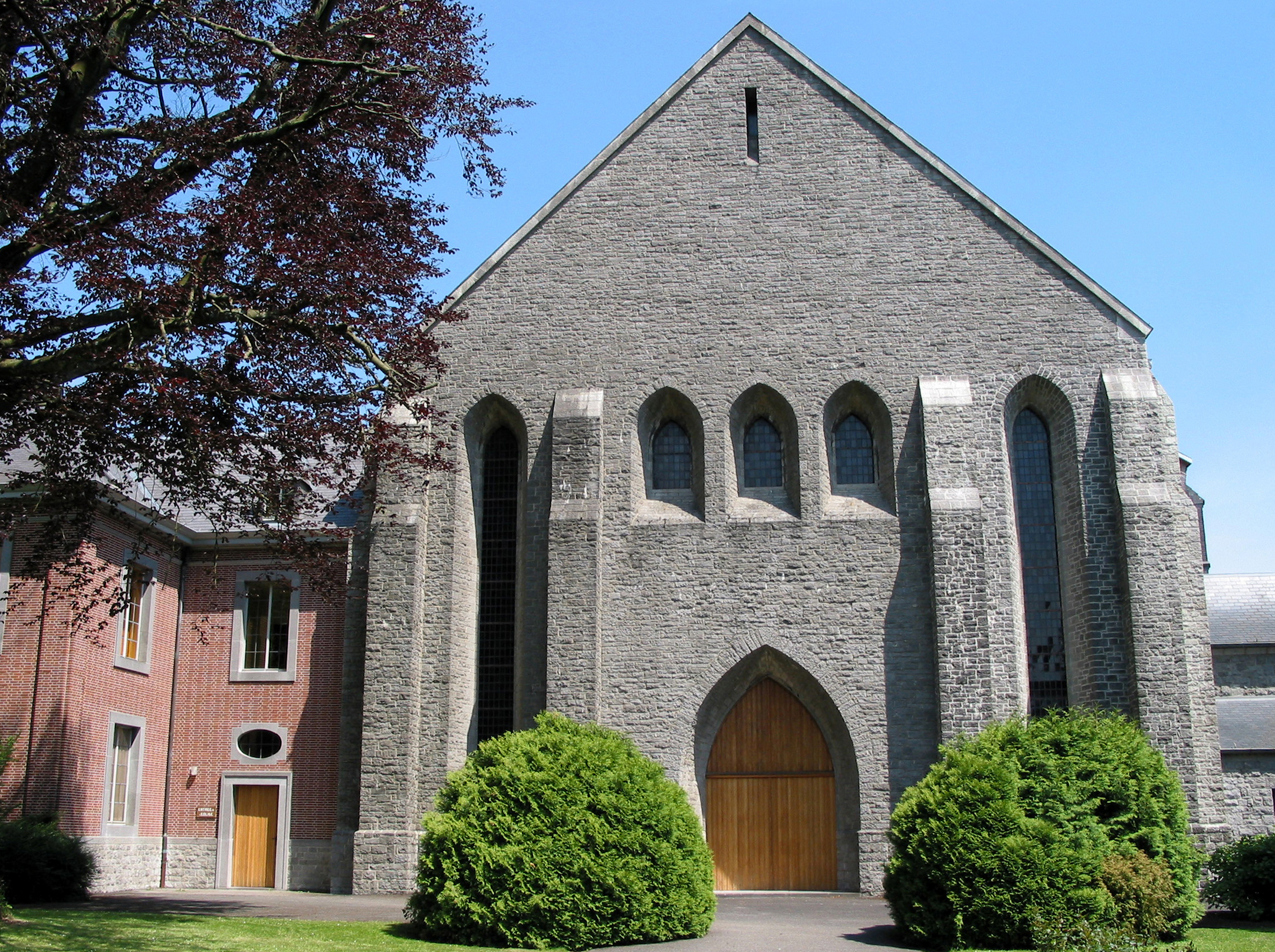
Iglesia de la Abadía de Scourmont

La abadía de Nuestra Señora de Scourmont (Abbaye de Notre-Dame de Scourmont) es un monasterio trapense situado en la meseta de Scourmont, en el pueblo de Forges que forma parte de Chimay en la provincia de Hainaut, en Bélgica. La abadía es famosa por su vida espiritual, y la fábrica de cerveza Chimay, una de las pocas cervecerías trapenses.
La vida en la abadía se caracteriza por la oración, la lectura y el trabajo manual, los tres elementos básicos de la vida trapense.

## La historia
En 1844, Jean-Baptiste Jourdain, el sacerdote de Virelles, sugiere que la meseta de Scourmont era un lugar adecuado para un monasterio. Sin embargo, todos los intentos anteriores para cultivar la árida meseta habían fracasado. Fr. Jourdain obtuvo el apoyo necesario del Príncipe de José II de Chimay, el abad de la Abadía de Westmalle y la Abadía de Westvleteren. Seis años más tarde, el 25 de julio de 1850, un pequeño grupo de monjes de Westvleteren se establecieron en Scourmont y fundaron un priorato.
Hizo falta mucho trabajo para transformar el árido suelo de Scourmont en fértiles tierras de cultivo. Se fundó una granja alrededor del monasterio, así como una quesería y una fábrica de cerveza. El 24 de febrero de 1871, el Papa Pío IX concedió el priorato el estatus de abadía y fue inaugurado el 7 de julio de 1871. Desde entonces, otros monasterios han sido fundada por Scourmont, tales como la Abadía de Caldey en la Isla de Caldey en Pembrokeshire, Gales, que fue tomada de los Benedictinos , que se trasladó a la Abadía de Prinknash (diciembre de 1928) y Notre Dame de Mokotoin cerca de Goma (Kivu, anteriormente el Congo Belga) (febrero de 1954).
La actual iglesia de la abadía data de 1950.

## Productos Chimay
Las famosas cervezas y quesos de la abadía de Scourmont se comercializan bajo el nombre comercial de Chimay, en honor al pueblo donde se ubica la abadía. Tanto la cerveza como los quesos están certificados por el sello de calidad de la Asociación Internacional Trapense.